# Teatre Beit Lessin
El Teatre Beit Lessin (en hebreu: תיאטרון בית ליסין) és un teatre situat a la ciutat de Tel-Aviv. Beit Lessin Va ser establert en 1978 per Yaakov Agmon com el teatre del sindicat Histadrut, durant anys el teatre ha representat més de 1.000 obres contemporànies americanes i europees, així com algunes produccions originals. En 1993 Zippi Pines va començar a dirigir el teatre. Beit Lessin es va desvincular del sindicat Histadrut i va començar a mostrar obres d'autors israelians que reflectien la situació política i social del país. En 2003, el teatre es va moure des de la casa Lessin fins a l'antiga residència del Teatre Cámeri després que el local va ser remodelat. Aquesta instal·lació tenia més seients, i permetia que produccions majors i més cares fossin representades, obres com el musical "Chicago" i l'obra "Guys and Dolls". La producció del teatre Beit Lessin cridada Mikveh, va guanyar el Premi del Teatre Israelià en 2005.